# Hadad
|  | Per a altres significats, vegeu «Hadad (rei d'Edom)». |

Hadad, segons el Gènesi, capítol vint-i-cinquè, Adad o Hadar (en hebreu הֲדַד בן-יִשְׁמָעֵאל Hadad ben Yišmāêl) va ser el quart fill d'Ismael. El Llibre de Jasher citava el nom dels seus tres fills: Azur, Minzar i Ebedmelec.